# فرودگاه شهری مونتیچلو (آرکانزاس)
فرودگاه شهری مونتیچلو (آرکانزاس) (به انگلیسی: Monticello Municipal Airport (Arkansas)) (به زبان بومی: Ellis Field) یک فرودگاه همگانی بهره‌برداری هوایی است که یک باند فرود آسفالت دارد و طول باند آن ۱۵۲۹ متر است. این فرودگاه در کشور ایالات متحده آمریکا قرار دارد و در ارتفاع ۸۲ متری از سطح دریا واقع شده‌است.